# Fluido inteligente
Un fluido inteligente es aquel fluido que puede modificar alguna de sus propiedades, habitualmente su viscosidad, ante estímulos de, por ejemplo, un campo eléctrico o magnético.
Los fluidos que atienden a la electricidad reciben el nombre de fluidos electrorreológicos y los que lo hacen por magnetismo son llamados fluidos magnetorreológicos.
Existen polímeros considerados fluidos eléctricos.
Un futuro uso podría ser la liberación de medicamentos en el cuerpo sobre la base de estímulos eléctricos, de, por ejemplo, insulina, además de otros muchos.